# Otronia muehlbergi
Otronia muehlbergi è un mammifero notoungulato estinto, appartenente ai notioprogoni. Visse nell'Eocene superiore (circa 38 - 35 milioni di anni fa) e i suoi resti fossili sono stati ritrovati in Sudamerica.

## Descrizione
Questo animale doveva essere grande all'incirca quanto un attuale orsetto lavatore (Procyon lotor), ed è possibile che la lunghezza fosse di circa 60-70 centimetri esclusa la coda. Il cranio era lungo circa 14-15 centimetri, e il peso poteva forse sfiorare i 10 chilogrammi. 
Otronia era dotato di un cranio abbastanza robusto e squadrato, caratteristico per la dentatura specializzata. Come in tutti i suoi stretti parenti (come Notostylops), era presente un diastema notevole tra i denti anteriori e i premolari. In particolare, in Otronia questo diastema era ancor più allungato che nei generi affini, e la corona dei molari era più elevata (ipsodontia). Il primo paio di incisivi superiori era piuttosto grande e diretto verso il basso.

## Classificazione
Otronia muehlbergi venne descritto per la prima volta nel 1901 da Santiago Roth, sulla base di resti fossili ritrovati in Argentina nei pressi del lago Musters (noto anche come Otròn, da cui il nome generico Otronia) in terreni della fine dell'Eocene. 
Otronia è un rappresentante dei notostilopidi, un gruppo di mammiferi notoungulati dalla curiosa mistura di caratteristiche arcaiche e derivate. Sembra che Otronia fosse una delle forme più specializzate della famiglia, ed è anche una delle ultime forme note.

## Paleoecologia
Otronia doveva essere un animale terrestre che si nutriva di foglie e frutta. Una dentatura simile a quella di Otronia non ha corrispettivi negli attuali animali sudamericani, ma è vagamente simile a quella del koala australiano, che tuttavia è un animale arboricolo.